# إعادة الإمداد بالأوعية الدموية (إعادة التوعي)
في العلاج الطبي والجراحي إعادة التَّوَعِّي (بالإنجليزية: Revascularization)‏ هي استعادة التروية إلى جزء أو عضو من الجسم مصاب بنقص التروية. وعادة ما يتمُ ذلك عن طريقِ الوسائل الجراحية. تعد مجازة الأوعية الدموية ورأب الأوعية الدموية هما الوسيلتان الأساسيتان لإعادةِ الأوعية الدموية.
المُصطلح بالإنجليزية مشتق من البادئة " re-" والتي تعني في هذه الحالة "الترميم"، والأوعية الدموية والتي تشيرُ إلى هياكل الدورة الدموية للعضو.
غالبًا ما تكون إعادة التَّوَعَّي إجراء طبي عاجل. تتضمن إعادة التَّوَعِّي تحليلاً شاملاً وتشخيصًا وعلاجًا للأوعية الدموية المريضة الموجودة في العضو المصاب، ويمكن مساعدتها باستخدام طرق تصوير مختلفة مثل التصوير بالرنين المغناطيسي، والتصوير المقطعي بالإصدار البوزيتروني، والمسح المقطعي، والتنظير الفلوري بالأشعة السينية.

## طالع أيضًا
- تولد الأوعية
- تكون الأوعية الدموية الجديدة